# Mirina
Mirinidae é um gênero de insectos da família dos endromídeos.